# Manuel Mondragón
El General Manuel Mondragón (Ixtlahuaca, Estado de México; 1859-San Sebastián, España, 28 de septiembre de 1922) fue un militar mexicano. Diseñó un cañón de 70 mm, una carabina y el llamado Fusil Mondragón. Tras derrocar a Francisco I. Madero, formó parte del gabinete de Victoriano Huerta. Fue padre de Carmen Mondragón.

## Porfiriato
En su adolescencia ingresó al Heroico Colegio Militar de Chapultepec, donde se especializó en el arma de artillería en 1880 y donde fue profesor. Al concluir sus estudios, trabajó en los establecimientos de materiales de guerra. Modificó el cañón de 75 mm. (francés), con lo que logró un alto prestigio técnico en los círculos militares porfiristas. Perfeccionó un fusil de repetición y un cañón de 75 mm (Saint Chaumond-Mondragón), ambos franceses, que desde entonces se conocieron por su apellido.
En 1904 Mondragón escribió el manual Descripción y empleo de los instrumentos para la preparación y ejecución del tiro, y en 1910 Descripción del material de tiro rápido de 75 mm. En 1907 fue nombrado Director del Departamento de Artillería. Formuló un proyecto de ley orgánica del Ejército, sobre la base del servicio militar obligatorio, y como profesor del Colegio Militar redactó en 1910 un libro titulado “Defensa de las Costas”. A él se debió el artillamiento de los puertos de Salina Cruz, en el Océano Pacífico, y de Puerto México (Coatzacoalcos) en el Golfo.
En 1907 patentó el Rifle Autocargable Mondragón, que permitía un ritmo de fuego de hasta 60 tiros por minuto en modo semiautomático.
Como militar en el régimen porfirista combatió al movimiento maderista. En septiembre de 1911, obtuvo una licencia del Ejército Federal, pero en 1913 ya se encontraba nuevamente entre sus miembros. Reincorporado al ejército, participó con Gregorio Ruiz en la rebelión antimaderista de la Decena Trágica.

## Decena  Trágica
El 9 de febrero de 1913, se rebeló contra el presidente Francisco I. Madero en plena capital país, saliendo de Tacubaya con 500 dragones del regimiento de artillería, para posteriormente liberar de prisión a los generales porfiristas Bernardo Reyes y Félix Díaz. Durante los diez días que duró la confrontación entre las fuerzas leales a Madero y los pronunciados en su contra, hubo cientos de perdidas humanas, así como grandes destrozos, incendios y saqueos en la ciudad, la cual quedó prácticamente devastada. En los primeros enfrentamientos, el general Reyes murió acribillado por una ráfaga de ametralladoras, por lo que Mondragón en compañía de Félix Díaz se atrinchero en el antiguo edificio de La Ciudadela, después de haber dado muerte al general Manuel Villarreal. Madero nombró comandante militar de la Ciudad de México al general Victoriano Huerta, quien había defendido al gobierno maderista de las sublevaciones de Emiliano Zapata y Pascual Orozco, para que se enfrentara a los sublevados, pero pronto entró en un pacto a secretas con Díaz y Mondragón; con lo que se paso al bando enemigo. Madero viajó a Cuernavaca para traer como refuerzo a las tropas del general Felipe Ángeles, quien por cierto era ahijado de Mondragón, con quien estaba distanciado debido a que Ángeles había dictaminado contra la compra de cañones que su padrino proveía. El 19 de febrero con un certero cañoneo desde La Ciudadela, derrumbó la Puerta Mariana del Palacio Nacional. Ese mismo día cometió unos de los actos más atroces al asesinar a Gustavo A. Madero, hermano del presidente Francisco I. Madero, después de haberlo dejado ciego, y de paso fusilar al intendente de Palacio, Adolfo Bassó, quien se encontraba como prisionero de guerra. En esas purgas sería también asesinado el periodista y jefe político de Tacubaya, Manuel Oviedo, con quien Mondragón tenía viejas rencillas.
Tras la renuncia forzada del presidente Madero y su vicepresidente José María Pino Suárez, y tras un gobierno provisional presidido por Pedro Lascuráin, Victoriano Huerta asumió la presidencia de la República y se convocó a la formación de un nuevo gabinete enterado por Manuel Mondragón en la Secretaría de Guerra y Marina, Rodolfo Reyes en Justicia y Francisco León de la Barra en Relaciones Exteriores. El 22 de febrero de 1913 de camino a la Penitenciaria de Lecumberri, Madero y Pino Suárez fueron asesinados por elementos rurales al mando de Francisco Cárdenas y Rafael Pimienta, quienes actuaron por órdenes precisas del espurio presidente Victoriano Huerta, el comandante militar de la Ciudad de México, Aureliano Blanquet y el propio Mondragón, quien le pagó con 500 monedas de oro al magnicida Francisco Cárdenas, para que se ocultara por un largo tiempo en Morelia. A principios de marzo de ese mismo año, el expresidente Porfirio Díaz le envió un telegrama de apoyo.

## Revolución
Un mes después de haber ocurrido el golpe militar, se alzó en armas Venustiano Carranza en el norte del país mediante el Plan de Guadalupe. Durante el poco tiempo que duró en su puesto como ministro de Guerra mostró su incapacidad para combatir a los constitucionalistas ya que jamás salió a dirigir las maniobras de operación y así mismo intentó seguir enriqueciéndose a la sombra de los negociones como en el pasado hasta que en junio de 1913, renunció a su cargo ante las acusaciones de políticos de la propia corriente huertista y de la opinión pública de ser el culpable del avance de las fuerzas revolucionarias, por su incapacidad y pésimo planeamiento en campaña contra ellas, donde se mencionaba que cómo era posible que un grupo de calzoneros (revolucionarios) humillaran y pusieran de rodillas al ejército federal, por la derrota sufrida en la Batalla de Zacatecas. Los ataques por parte de la prensa surgieron, también por su complicidad en el asesinato de Gustavo Adolfo Madero. Salió del país en julio de ese año tras haber roto su alianza con Huerta. Estableció su residencia en España, donde también por algún tiempo vivió de algunas carencias económicas debido a que se entregó constantemente a la bebida.

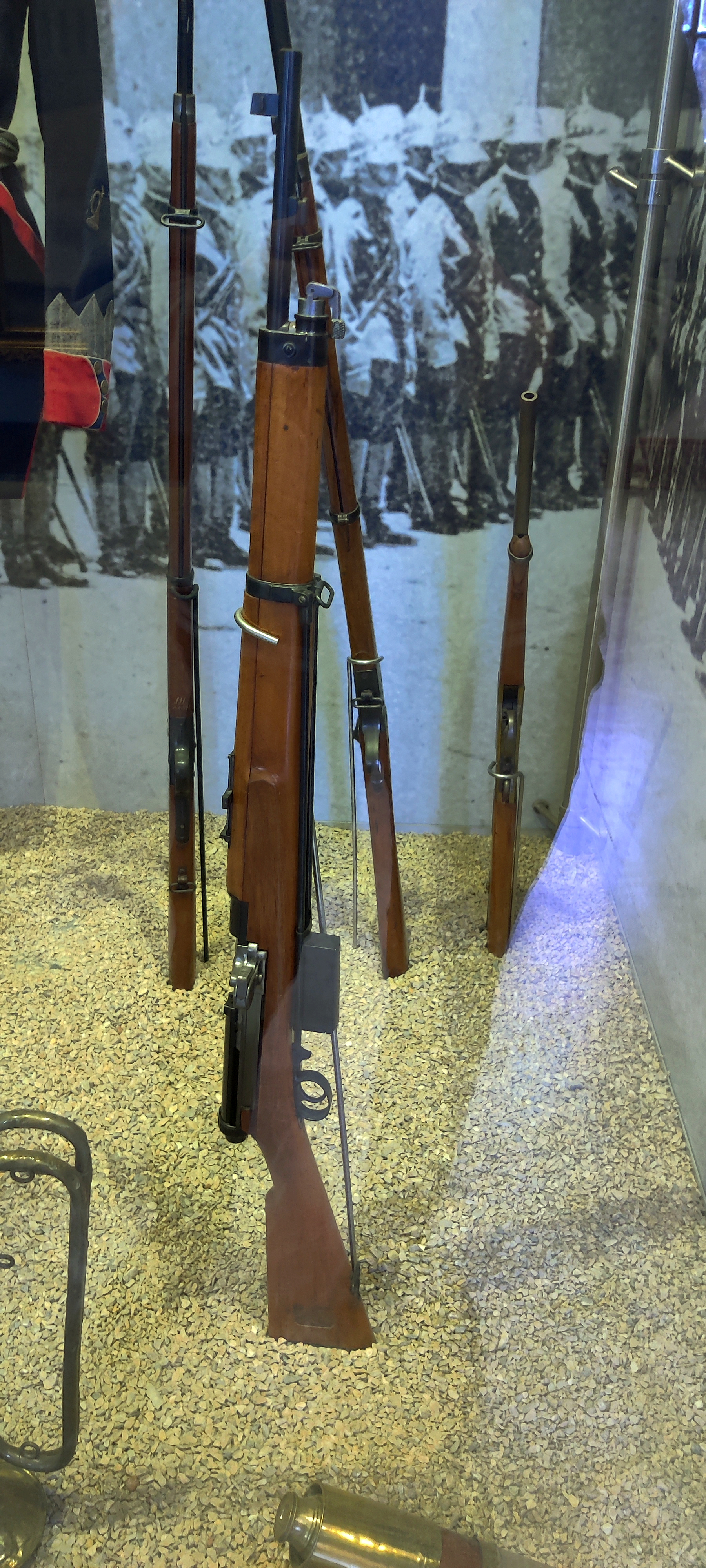
Un fusil Mondragón M1908 exhibido en el Museo Nacional de Historia de la Ciudad de México diseñado por el general Manuel Mondragón.

## Exilio
Ante estas acusaciones, Victoriano Huerta lo expulsó del país, atendiendo al rumor de sus oficiales de un complot para derrocarlo. Marchó a España, donde el gobierno de Francia le otorgó la Legión de Honor. El 26 de noviembre de 1919, estando en el exilio recibió la noticia de que su ahijado el general Felipe Ángeles había sido fusilado en Chihuahua, después de haber sido sometido a un consejo de guerra. Murió de tuberculosis estomacal en San Sebastián en septiembre de 1922, sin haber regresado nunca a México. Su hija Carmen que no lo acompañó al exilio fue una reconocida artista en modas de prendas de vestir. Los demás involucrados en el asesinato de Madero tuvieron un trágico destino como fue el caso de Victoriano Huerta (1916), Aureliano Blanquet (1919), Francisco Cárdenas (1920) y Félix Díaz (1945). Actualmente es conocido por haber diseñado el fusil Mondragón, que fue utilizado tanto por los países Aliados como por las Potencias del Eje durante la Segunda Guerra Mundial.

## Representaciones artísticas
En la telenovela histórica mexicana El vuelo del águila, fue interpretado por el actor Humberto Elizondo y en la serie mexicana El encanto del águila por el actor Erando González.